# Mang (empereur)
Pour les articles homonymes, voir Mang.
Máng (芒, lire Wáng selon Sima Zhen), Di Mang est le neuvième roi de la semi-légendaire dynastie Xia. Il règne probablement 18 ans de -2014 à -1996. Il est également connu sous le nom de Huang (荒).
L'empereur Si Mang établit une cérémonie du sacrifice du naufrage (沉 祭 Chen Ji) au cours de laquelle trois animaux d'élevage communs (une vache, un cochon et un mouton) et un jade commémoratif sont coulés dans le fleuve Jaune comme offrandes aux esprits de l'eau pour la paix et la sécurité. Les sacrifices naufragés trouvent, depuis, une importance généralisée tout au long de l'histoire chinoise.

## Famille
Le père de Máng est le roi Huai de Xia, fils du roi Zhu de Xia,. La mère de Máng est une noble inconnue, épouse de Huai.
Il a une épouse qui lui donna un fils Xie. Les petits-fils de Máng sont Jiong de Xia et le sage Bu Jiang.

## Biographie
Máng prend le trône après la mort de son père, l'année de Renshen (壬申). Il célèbre son investiture en donnant de précieux jades à tous ses vassaux.
Dans la 33e année de son règne, le vassal Shang Zihai (子亥) déplace sa capitale de Shangqiu (商丘) à Yin (殷) pour la toute première fois.
Selon les Bamboo Annals, Máng attrape un gros poisson alors qu'il naviguait dans la mer de Chine orientale. Il est remplacé par son fils Xie.